# Deep Wound
Deep Wound fue una banda estadounidense de hardcore punk, formada en 1982 en Westfield, Massachusetts.  Lanzaron un 7" homónimo y contribuyeron con dos canciones a la compilación Bands That Could Be God. A su vez, la banda influyó en la escena hardcore de Massachusetts y el desarrollo del grindcore.

## Historia

### Actividad (1982–1984)
A principios de la década de 1980, J Mascis y Charlie Nakajima vivían en Amherst, Massachusetts, asistiendo a la misma escuela secundaria. En 1982, el guitarrista Lou Barlow conoció a Scott Helland comprando discos de oi!
en una tienda de discos local. Poco después, Scott publicó un volante en busca de músicos influenciados por bandas como Anti-Pasti y Discharge. Mascis respondió a este y su padre lo condujo a la audición en Westfield. Aunque la banda ya tenía un cantante, Mascis los convenció de reemplazarlo con Charlie, completando la formación.
Deep Wound rápidamente grabó un demo casete y comenzó a tocar en Boston, junto a bandas como SSD, The FU's y Jerry's Kids, también participaron con bandas del oeste de Massachusetts, como Hüsker Dü y Battalion of Saints. Poco después, grabaron un EP homónimo, lanzado en Radiobeat Records; y contribuyeron con dos pistas a Bands That Could Be God de Radiobeat y Conflict Records. 
Posteriormente, la banda se disolvió en 1984, con J Mascis y Lou Barlow formando Dinosaur Jr. Barlow dejó esta en 1989, creando e integrando Sebadoh, Sentridoh y Folk Implosion. Scott Helland formó The Outpatien, tocó el bajo en Darkside y ahora es guitarrista de Frenchy and the Punk. Charlie Nakajima más tarde tocó en Gobblehoof.

### Reuniones (2004, 2013)
En abril de 2004, Sonic Youth dio un espectáculo en el John Green Hall en el campus del Smith College en Northampton, Massachusetts, con J Mascis y Sebadoh como teloneros. El público tenía la expectativa de que los dos se reunirían para interpretar algunas canciones de Dinosaur Jr; sin embargo, después del set de J, Deep Wound se unió para interpretar una canción. En 2005, el sello discográfico británico Damaged Goods lanzó su discografía en LP.

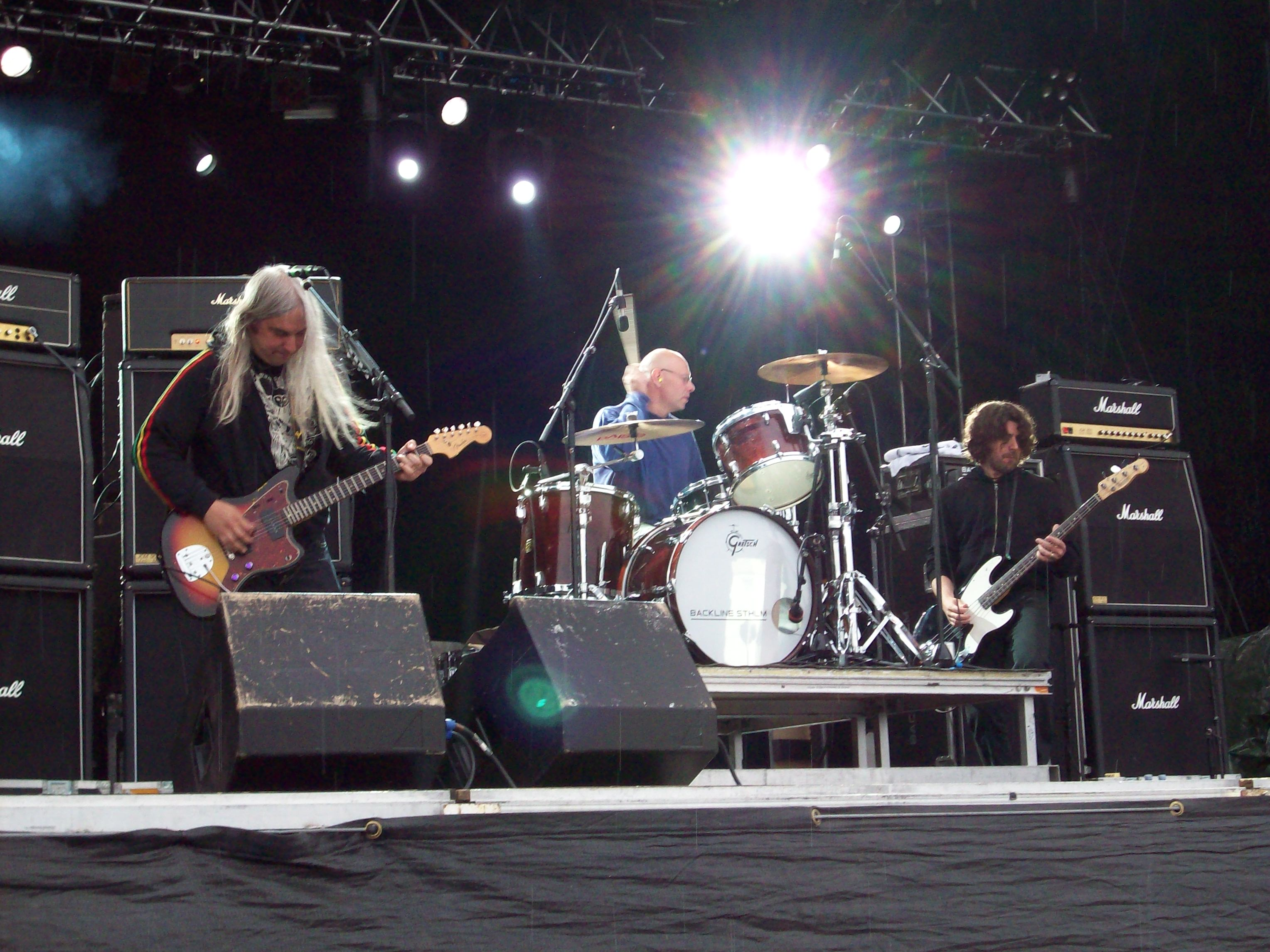
Mascis y Barlow, en vivo con Dinosaur Jr, 2008

En junio de 2013, Helland se unió a los miembros de Dinosaur Jr. para interpretar la canción Training Ground en el Governor's Ball, Nueva York.

## Miembros
- Charlie Nakajima – voces (1982–1984, 2004)
- Lou Barlow – guitarras (1982–1984, 2004); voces (2013)
- Scott Helland – bajo (1982–1984, 2004, 2013)
- J Mascis – batería (1982–1984, 2004); guitarras (2013)

## Discografía
- Demo casete (1983)
- American Style cassette (1982)
- Deep Wound 7" (1983, Radiobeat)
- Deep Wound discografía (2006, Damaged Goods, Baked Goods)

Bootlegs
- Deep Wound / Siege split 7" (1992)[14]

Apariciones en compilatorios
- "Time To Stand", "You're False" – Bands That Could Be God (1984, Conflict, Radiobeat)[15]